# A Manchester United FC 2010–2011-es szezonja
Ez a szócikk a Manchester United FC 2010–2011-es szezonjáról szól, amely a csapat 19. idénye a Premier Leagueben, és sorozatban 36. az angol első osztályban. Az idény első trófeáját a szezon eleji Community Shield megnyerésével szerezték, a Chelseat győzték le 3-1 arányban.
2010. december 19-én Alex Ferguson lett a leghosszabb ideig hivatalban lévő menedzser a klub történetében, megdöntve Matt Busby 24 év 1 hónap 13 napos rekordját.
2011. május 14-én bebiztosították újabb, összességében 19. bajnoki címüket, ezzel megelőzték a Liverpoolt az örökranglistán és angol csúcstartóvá vált a klub.
2011. május 28-án 3–1-es vereséget szenvedtek a Barcelonától. Ez az idény volt a Manchester United számára sorozatban a 15. a legrangosabb európai kupasorozatban.

## Felkészülési mérkőzések
| Dátum              | Ellenfél             | H / V             | Végeredmény | Góllövők                                                                                | Nézőszám |
| ------------------ | -------------------- | ----------------- | ----------- | --------------------------------------------------------------------------------------- | -------- |
| 2010. július 16.   | Celtic               | Rogers Centre     | 3–1         | Berbatov 34', Welbeck 79', Cleverley 86'                                                | 39,139   |
| 2010. július 21.   | Philadelphia Union   | V                 | 1–0         | Obertan 76'                                                                             | 44,213   |
| 2010. július 25.   | Kansas City Wizards  | Arrowhead Stadion | 1–2         | Berbatov 41' (bün.)                                                                     | 52,424   |
| 2010. július 28.   | MLS All-Stars        | Reliant Stadium   | 5–2         | Macheda (2) 1', 13', Gibson 70', Cleverley 73', Hernández 84'                           | 70,728   |
| 2010. július 30.   | Guadalajara          | V                 | 2–3         | Smalling 10', Nani 79'                                                                  |          |
| 2010. augusztus 4. | Airtricity League XI | Aviva Stadion     | 7–1         | Park (2) 13', 63', Owen 25', Hernández 47', Valencia 60', J. Evans 69', Nani 82' (bün.) | 49,861   |
| 2011. május 24.    | Juventus             | H                 | 1–2         | Rooney 19'                                                                              |          |

## Community Shield
A mérkőzést a londoni Wembley Stadionban rendezték 2010. augusztus 8-án, a két résztvevő a 2009–2010-es Premier League bajnoka, a Chelsea, és a 2009–2010-es Premier League másodika a Manchester United volt, ugyanúgy, mint a 2009-es mérkőzésen. A mérkőzést 3 – 1-re nyerte meg a Manchester United, Antonio Valencia, Javier Hernández és Dimitar Berbatov góljára csak Salomon Kalou tudott válaszolni. Ezzel a Manchester United történelme során már 18-szor vihette haza a trófeát.
| 2010. augusztus 8. 15:00 BST | Chelsea   | 1 – 3       | Manchester United                         | Wembley Stadion, London Nézőszám: 84 623 Játékvezető: Andre Marriner (West Midlands) |
| 2010. augusztus 8. 15:00 BST | Kalou 83' | Jegyzőkönyv | Valencia 41' Hernández 76' Berbatov 90+2' | Wembley Stadion, London Nézőszám: 84 623 Játékvezető: Andre Marriner (West Midlands) |

| Chelsea | Manchester United |

## Premier League

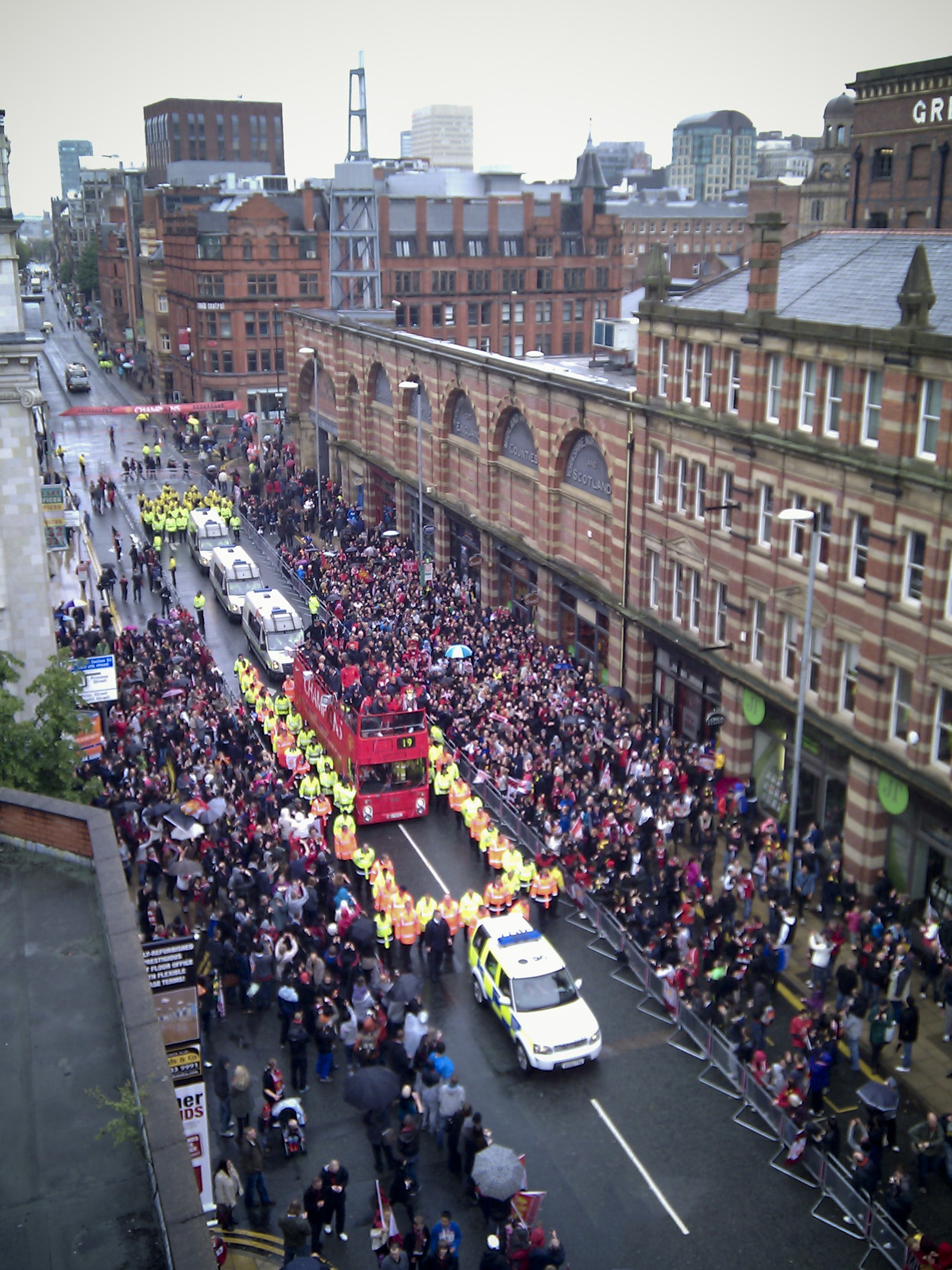
A rekordot jelentő bajnoki cím megszerzését követő városi parádé képei.

| Dátum             | Ellenfél                | H / V | Végeredmény | Góllövők                                                | Nézőszám | Bajnoki helyezés |
| ----------------- | ----------------------- | ----- | ----------- | ------------------------------------------------------- | -------- | ---------------- |
| 16 August 2010    | Newcastle United        | H     | 3–0         | Berbatov 33', Fletcher 41', Giggs 85'                   | 75,221   | 4th              |
| 22 August 2010    | Fulham                  | V     | 2–2         | Scholes 11', Hangeland 84' (öngól)                      | 25,643   | 3rd              |
| 28 August 2010    | West Ham United         | H     | 3–0         | Rooney 33' (bün.), Nani 50', Berbatov 69'               | 75,061   | 3rd              |
| 11 September 2010 | Everton                 | V     | 3–3         | Fletcher 43', Vidić 47', Berbatov 66'                   | 36,556   | 3rd              |
| 19 September 2010 | Liverpool               | H     | 3–2         | Berbatov (3) 42', 59', 84'                              | 75,213   | 3rd              |
| 26 September 2010 | Bolton Wanderers        | V     | 2–2         | Nani 23', Owen 74'                                      | 23,926   | 2nd              |
| 2 October 2010    | Sunderland              | V     | 0–0         |                                                         | 41,709   | 3rd              |
| 16 October 2010   | West Bromwich Albion    | H     | 2–2         | Hernández 5', Nani 25'                                  | 75,272   | 3rd              |
| 24 October 2010   | Stoke City              | V     | 2–1         | Hernández (2) 27', 86'                                  | 27,372   | 3rd              |
| 30 October 2010   | Tottenham Hotspur       | H     | 2–0         | Vidić 31', Nani 84'                                     | 75,223   | 3rd              |
| 6 November 2010   | Wolverhampton Wanderers | H     | 2–1         | Park (2) 45', 90+3'                                     | 75,285   | 2nd              |
| 10 November 2010  | Manchester City         | V     | 0–0         |                                                         | 47,679   | 2nd              |
| 13 November 2010  | Aston Villa             | V     | 2–2         | Macheda 81', Vidić 85'                                  | 40,073   | 3rd              |
| 20 November 2010  | Wigan Athletic          | H     | 2–0         | Evra 45+1', Hernández 77'                               | 74,181   | 2nd              |
| 27 November 2010  | Blackburn Rovers        | H     | 7–1         | Berbatov (5) 2', 27', 47', 62', 70', Park 23', Nani 48' | 74,850   | 1st              |
| 13 December 2010  | Arsenal                 | H     | 1–0         | Park 41'                                                | 75,227   | 1st              |
| 26 December 2010  | Sunderland              | H     | 2–0         | Berbatov 5', A. Ferdinand 57' (öngól)                   | 75,269   | 1st              |
| 28 December 2010  | Birmingham City         | V     | 1–1         | Berbatov 58'                                            | 28,242   | 1st              |
| 1 January 2011    | West Bromwich Albion    | V     | 2–1         | Rooney 3', Hernández 75'                                | 25,499   | 1st              |
| 4 January 2011    | Stoke City              | H     | 2–1         | Hernández 27', Nani 62'                                 | 73,401   | 1st              |
| 16 January 2011   | Tottenham Hotspur       | V     | 0–0         |                                                         | 35,828   | 1st              |
| 22 January 2011   | Birmingham City         | H     | 5–0         | Berbatov (3) 2', 31', 53', Giggs 45+2', Nani 76'        | 75,326   | 1st              |
| 25 January 2011   | Blackpool               | V     | 3–2         | Berbatov (2) 72', 88', Hernández 74'                    | 15,574   | 1st              |
| 1 February 2011   | Aston Villa             | H     | 3–1         | Rooney (2) 1', 45+1', Vidić 63'                         | 75,256   | 1st              |
| 5 February 2011   | Wolverhampton Wanderers | V     | 1–2         | Nani 3'                                                 | 28,811   | 1st              |
| 12 February 2011  | Manchester City         | H     | 2–1         | Nani 41', Rooney 78'                                    | 75,322   | 1st              |
| 26 February 2011  | Wigan Athletic          | V     | 4–0         | Hernández (2) 17', 74', Rooney 84', Fábio 87'           | 18,140   | 1st              |
| 1 March 2011      | Chelsea                 | V     | 1–2         | Rooney 29'                                              | 41,825   | 1st              |
| 6 March 2011      | Liverpool               | V     | 1–3         | Hernández 90+2'                                         | 44,753   | 1st              |
| 19 March 2011     | Bolton Wanderers        | H     | 1–0         | Berbatov 88'                                            | 75,486   | 1st              |
| 2 April 2011      | West Ham United         | V     | 4–2         | Rooney (3) 65', 73', 79' (bün.), Hernández 84'          | 34,546   | 1st              |
| 9 April 2011      | Fulham                  | H     | 2–0         | Berbatov 12', Valencia 32'                              | 75,339   | 1st              |
| 19 April 2011     | Newcastle United        | V     | 0–0         |                                                         | 49,025   | 1st              |
| 23 April 2011     | Everton                 | H     | 1–0         | Hernández 84'                                           | 75,300   | 1st              |
| 1 May 2011        | Arsenal                 | V     | 0–1         |                                                         | 60,107   | 1st              |
| 8 May 2011        | Chelsea                 | H     | 2–1         | Hernández 1', Vidić 23'                                 | 75,445   | 1st              |
| 14 May 2011       | Blackburn Rovers        | V     | 1–1         | Rooney 73' (bün.)                                       | 29,867   | 1st              |
| 22 May 2011       | Blackpool               | H     | 4–2         | Park 21', Anderson 62', Evatt 74' (öngól), Owen 81'     | 75,400   | 1st              |

| Poz | Klub              | M  | GY | D  | V | LG | KG | GK  | P  |
| --- | ----------------- | -- | -- | -- | - | -- | -- | --- | -- |
| 1   | Manchester United | 38 | 23 | 11 | 4 | 78 | 37 | +41 | 80 |
| 2   | Chelsea           | 38 | 21 | 8  | 9 | 69 | 33 | +36 | 71 |
| 3   | Manchester City   | 38 | 21 | 8  | 9 | 60 | 33 | +27 | 71 |

M = Mérkőzések száma; GY = Győzelem; D = Döntetlen; V = Vereség; LG = Lőtt gól; KG = Kapott gól; GK = Gólkülönbség; P = Pontszám

## FA-kupa
A Manchester United a harmadik fordulóban kapcsolódott be a kupaküzdelmekben és mindjárt a Liverpoollal mérte össze az erejét 2011. január 9-én. Ryan Giggs már a második percben megszerezte a vezető gólt, majd Steven Gerrardot kiállították az első fél óra után, a United pedig 1–0-ra győzni tudott. A következő két körben a Southampton és a Crawley Town volt az ellenfél, Alex Ferguson csapata mindkét találkozót megnyerte, így az Arsenallal játszott az elődöntőbe jutásért március 12-én. Fábio és Wayne Rooney góljaival a 49. percre eldőlt a továbbjutás, az április 16-ai elődöntőben a városi rivális City várt a Vörös Ördögökre. A mérkőzést a City nyerte meg Yaya Touré 52. percben szerzett góljával, ráadásul Paul Scholest a 72. percben kiállították, majd három meccsre eltiltották.
| Dátum             | Forduló    | Ellenfél        | H / V           | Végeredmény | Góllövők                | Nézőszám |
| ----------------- | ---------- | --------------- | --------------- | ----------- | ----------------------- | -------- |
| 2011. január 9.   | 3. forduló | Liverpool       | H               | 1–0         | Giggs 2' (bün.)         | 74,727   |
| 2011. január 29.  | 4. forduló | Southampton     | V               | 2–1         | Owen 65', Hernández 75' | 28,792   |
| 2011. február 19. | 5. forduló | Crawley Town    | H               | 1–0         | Brown 28'               | 74,778   |
| 2011. március 12. | 6. forduló | Arsenal         | H               | 2–0         | Fábio 28', Rooney 49'   | 74,693   |
| 2011. április 16. | Elődöntő   | Manchester City | Wembley Stadion | 0–1         |                         | 86,549   |

## Ligakupa
2010. augusztus 28-án sorsolták a harmadik forduló párosításait és a United a Scunthorpe United ellen kezdte az az évi Ligakupa-szereplését. A mérkőzést 5-2-re nyerte a United, ez volt a két csapat első tétmérkőzése. A következő körben a Wolverhampton Wanderersszel találkoztak és végül 3-2-re győzni tudtak, többek közt Bébé első United-góljának köszönhetően. November 30-án a West Ham United volt az ellenfél az Upton Parkban. A mérkőzést 4-0-ra a londoni csapat nyerte meg, így Sam Allardyce csapata jutott tovább. A gólokat a duplázó Jonathan Spector (volt United-játékos) és Carlton Cole szerezték. Ez volt a csapat első veresége a szezonban.
| Dátum                | Forduló    | Ellenfél                | H / V | Végeredmény | Góllövők                                              | Nézőszám |
| -------------------- | ---------- | ----------------------- | ----- | ----------- | ----------------------------------------------------- | -------- |
| 2010. szeptember 22. | 3. forduló | Scunthorpe United       | V     | 5–2         | Gibson 23', Smalling 36', Owen (2) 49', 71', Park 54' | 9,077    |
| 2010. október 26.    | 4. forduló | Wolverhampton Wanderers | H     | 3–2         | Bébé 56', Park 70', Hernández 90'                     | 46,083   |
| 2010. november 30.   | 5. forduló | West Ham United         | V     | 0–4         |                                                       | 33,551   |

## Bajnokok Ligája
| Dátum                | Ellenfél  | H / V | Végeredmény | Góllövők                            | Nézőszám | Csoport helyezés |
| -------------------- | --------- | ----- | ----------- | ----------------------------------- | -------- | ---------------- |
| 2010. szeptember 14. | Rangers   | H     | 0–0         |                                     | 74,408   | 2nd              |
| 2010. szeptember 29. | Valencia  | V     | 1–0         | Hernández 85'                       | 34,946   | 1st              |
| 2010. október 20.    | Bursaspor | H     | 1–0         | Nani 7'                             | 72,610   | 1st              |
| 2010. november 2.    | Bursaspor | V     | 3–0         | Fletcher 48', Obertan 73', Bébé 77' | 19,050   | 1st              |
| 2010. november 24.   | Rangers   | V     | 1–0         | Rooney 87' (bün.)                   | 49,764   | 1st              |
| 2010. december 7.    | Valencia  | H     | 1–1         | Anderson 62'                        | 74,513   | 1st              |

### C csoport
| Csapat            | M | Gy | D | V | G+ | G– | Gk  | P  |
| ----------------- | - | -- | - | - | -- | -- | --- | -- |
| Manchester United | 6 | 4  | 2 | 0 | 7  | 1  | +6  | 14 |
| Valencia          | 6 | 3  | 2 | 1 | 15 | 4  | +11 | 11 |
| Rangers           | 6 | 1  | 3 | 2 | 3  | 6  | –3  | 6  |
| Bursaspor         | 6 | 0  | 1 | 5 | 2  | 16 | –14 | 1  |

|                   | MAN | VAL | RAN | BUR |
| ----------------- | --- | --- | --- | --- |
| Manchester United |     | 1–1 | 0–0 | 1–0 |
| Valencia          | 0–1 |     | 3–0 | 6–1 |
| Rangers           | 0–1 | 1–1 |     | 1–0 |
| Bursaspor         | 0–3 | 0–4 | 1–1 |     |

### Egyenes kieséses szakasz
| Dátum             | Forduló                    | Ellenfél   | H / V           | Végeredmény | Góllövők                                        | Nézőszám |
| ----------------- | -------------------------- | ---------- | --------------- | ----------- | ----------------------------------------------- | -------- |
| 2011. február 23. | Nyolcaddöntő első mérkőzés | Marseille  | V               | 0–0         |                                                 | 57,957   |
| 2011. március 15. | Nyolcaddöntő visszavágó    | Marseille  | H               | 2–1         | Hernández (2) 5', 75'                           | 73,996   |
| 2011. április 6.  | Negyeddöntő első mérkőzés  | Chelsea    | V               | 1–0         | Rooney 24'                                      | 37,915   |
| 2011. április 12. | Negyeddöntő visszavágó     | Chelsea    | H               | 2–1         | Hernández 43', Park 77'                         | 74,672   |
| 2011. április 26. | Elődöntő első mérkőzés     | Schalke 04 | V               | 2–0         | Giggs 67', Rooney 69'                           | 54,142   |
| 2011. május 4.    | Elődöntő visszavágó        | Schalke 04 | H               | 4–1         | Valencia 26', Gibson 31', Anderson (2) 72', 76' | 74,687   |
| 2011. május 28.   | Döntő                      | Barcelona  | Wembley Stadion | 1–3         | Rooney 34'                                      | 87,695   |

## Statisztika
| Mezszám | Poz. | Név               | Bajnokság     | Bajnokság | FA-kupa       | FA-kupa | Ligakupa      | Ligakupa | Nemzetközi kupa | Nemzetközi kupa | Egyéb         | Egyéb | Összesen      | Összesen |    |   |
| Mezszám | Poz. | Név               | Pályára lépés | Gólok     | Pályára lépés | Gólok   | Pályára lépés | Gólok    | Pályára lépés   | Gólok           | Pályára lépés | Gólok | Pályára lépés | Gólok    |    |   |
| ------- | ---- | ----------------- | ------------- | --------- | ------------- | ------- | ------------- | -------- | --------------- | --------------- | ------------- | ----- | ------------- | -------- | -- | - |
| 1       | GK   | Edwin van der Sar | 33            | 0         | 2             | 0       | 0             | 0        | 10              | 0               | 1             | 0     | 46            | 0        | 2  | 0 |
| 2       | DF   | Gary Neville      | 3             | 0         | 0             | 0       | 0(1)          | 0        | 0               | 0               | 0             | 0     | 3(1)          | 0        | 1  | 0 |
| 3       | DF   | Patrice Evra      | 34(1)         | 1         | 3             | 0       | 0             | 0        | 9(1)            | 0               | 0             | 0     | 46(2)         | 1        | 2  | 0 |
| 4       | MF   | Owen Hargreaves   | 1             | 0         | 0             | 0       | 0             | 0        | 0               | 0               | 0             | 0     | 1             | 0        | 0  | 0 |
| 5       | DF   | Rio Ferdinand     | 19            | 0         | 2             | 0       | 1             | 0        | 7               | 0               | 0             | 0     | 29            | 0        | 0  | 0 |
| 6       | DF   | Wes Brown         | 4(3)          | 0         | 2(1)          | 1       | 2(1)          | 0        | 2               | 0               | 0             | 0     | 10(5)         | 1        | 3  | 0 |
| 7       | FW   | Michael Owen      | 1(10)         | 2         | 1(1)          | 1       | 1             | 2        | 0(2)            | 0               | 1             | 0     | 4(13)         | 5        | 1  | 0 |
| 8       | MF   | Anderson          | 14(4)         | 1         | 2(2)          | 0       | 2             | 0        | 4(2)            | 3               | 0             | 0     | 22(8)         | 4        | 5  | 0 |
| 9       | FW   | Dimitar Berbatov  | 24(8)         | 20        | 2             | 0       | 0             | 0        | 6(1)            | 0               | 0(1)          | 1     | 32(10)        | 21       | 1  | 0 |
| 10      | FW   | Wayne Rooney      | 25(3)         | 11        | 1(1)          | 1       | 0             | 0        | 9               | 4               | 1             | 0     | 36(4)         | 16       | 6  | 0 |
| 11      | MF   | Ryan Giggs        | 19(6)         | 2         | 1(2)          | 1       | 1             | 0        | 6(2)            | 1               | 0(1)          | 0     | 27(11)        | 4        | 6  | 0 |
| 12      | DF   | Chris Smalling    | 11(5)         | 0         | 2(2)          | 0       | 3             | 1        | 7(2)            | 0               | 0(1)          | 0     | 23(10)        | 1        | 0  | 0 |
| 13      | MF   | Pak Csiszong      | 13(2)         | 5         | 1             | 0       | 2             | 2        | 8(1)            | 1               | 1             | 0     | 25(3)         | 8        | 1  | 0 |
| 14      | FW   | Javier Hernández  | 15(12)        | 13        | 4(1)          | 1       | 2(1)          | 1        | 6(3)            | 4               | 0(1)          | 1     | 27(18)        | 20       | 6  | 0 |
| 15      | DF   | Nemanja Vidić     | 35            | 5         | 2             | 0       | 0             | 0        | 9               | 0               | 1             | 0     | 47            | 5        | 8  | 1 |
| 16      | MF   | Michael Carrick   | 23(5)         | 0         | 3             | 0       | 1             | 0        | 11              | 0               | 1             | 0     | 39(5)         | 0        | 2  | 0 |
| 17      | MF   | Nani              | 31(2)         | 9         | 2(1)          | 0       | 0             | 0        | 9(3)            | 1               | 0(1)          | 0     | 42(7)         | 10       | 2  | 0 |
| 18      | MF   | Paul Scholes      | 16(6)         | 1         | 2(1)          | 0       | 0             | 0        | 4(3)            | 0               | 1             | 0     | 23(10)        | 1        | 11 | 1 |
| 19      | FW   | Danny Welbeck     | 0             | 0         | 0             | 0       | 0             | 0        | 0               | 0               | 0             | 0     | 0             | 0        | 0  | 0 |
| 20      | DF   | Fábio             | 5(6)          | 1         | 3(1)          | 1       | 2             | 0        | 5(2)            | 0               | 1             | 0     | 16(9)         | 2        | 3  | 0 |
| 21      | DF   | Rafael            | 15(1)         | 0         | 3             | 0       | 1(1)          | 0        | 6(1)            | 0               | 0             | 0     | 25(3)         | 0        | 3  | 1 |
| 22      | DF   | John O'Shea       | 18(2)         | 0         | 4             | 0       | 1             | 0        | 5(1)            | 0               | 1             | 0     | 29(3)         | 0        | 2  | 0 |
| 23      | DF   | Jonny Evans       | 11(2)         | 0         | 2             | 0       | 2             | 0        | 2(1)            | 0               | 1             | 0     | 18(3)         | 0        | 2  | 1 |
| 24      | MF   | Darren Fletcher   | 24(2)         | 2         | 1(1)          | 0       | 1             | 0        | 5(2)            | 1               | 0(1)          | 0     | 31(6)         | 3        | 4  | 0 |
| 25      | MF   | Antonio Valencia  | 8(2)          | 1         | 1(1)          | 0       | 0             | 0        | 5(2)            | 1               | 1             | 1     | 15(5)         | 3        | 1  | 0 |
| 26      | FW   | Gabriel Obertan   | 3(4)          | 0         | 2             | 0       | 2(1)          | 0        | 1(2)            | 1               | 0             | 0     | 8(7)          | 1        | 0  | 0 |
| 27      | FW   | Federico Macheda  | 2(5)          | 1         | 0             | 0       | 2(1)          | 0        | 1(1)            | 0               | 0             | 0     | 5(7)          | 1        | 0  | 0 |
| 28      | MF   | Darron Gibson     | 6(6)          | 0         | 3             | 0       | 2             | 1        | 3               | 1               | 0             | 0     | 14(6)         | 2        | 4  | 0 |
| 29      | GK   | Tomasz Kuszczak   | 5             | 0         | 1             | 0       | 2             | 0        | 2               | 0               | 0             | 0     | 10            | 0        | 0  | 0 |
| 30      | DF   | Ritchie de Laet   | 0             | 0         | 0             | 0       | 0             | 0        | 0               | 0               | 0             | 0     | 0             | 0        | 0  | 0 |
| 31      | MF   | Corry Evans       | 0             | 0         | 0             | 0       | 0             | 0        | 0               | 0               | 0             | 0     | 0             | 0        | 0  | 0 |
| 32      | FW   | Mame Biram Diouf  | 0             | 0         | 0             | 0       | 0             | 0        | 0               | 0               | 0             | 0     | 0             | 0        | 0  | 0 |
| 33      | FW   | Bébé              | 0(2)          | 0         | 1             | 0       | 2(1)          | 1        | 0(1)            | 1               | 0             | 0     | 3(4)          | 2        | 0  | 0 |
| 34      | GK   | Anders Lindegaard | 0             | 0         | 2             | 0       | 0             | 0        | 0               | 0               | 0             | 0     | 2             | 0        | 0  | 0 |
| 35      | MF   | Tom Cleverley     | 0             | 0         | 0             | 0       | 0             | 0        | 0               | 0               | 0             | 0     | 0             | 0        | 0  | 0 |
| 37      | MF   | Robbie Brady      | 0             | 0         | 0             | 0       | 0             | 0        | 0               | 0               | 0             | 0     | 0             | 0        | 0  | 0 |
| 38      | FW   | Nicky Ajose       | 0             | 0         | 0             | 0       | 0             | 0        | 0               | 0               | 0             | 0     | 0             | 0        | 0  | 0 |
| 40      | GK   | Ben Amos          | 0             | 0         | 0             | 0       | 1             | 0        | 1               | 0               | 0             | 0     | 2             | 0        | 0  | 0 |
| 41      | FW   | Joshua King       | 0             | 0         | 0             | 0       | 0             | 0        | 0               | 0               | 0             | 0     | 0             | 0        | 0  | 0 |
| 42      | MF   | Paul Pogba        | 0             | 0         | 0             | 0       | 0             | 0        | 0               | 0               | 0             | 0     | 0             | 0        | 0  | 0 |
| 43      | MF   | Matthew James     | 0             | 0         | 0             | 0       | 0             | 0        | 0               | 0               | 0             | 0     | 0             | 0        | 0  | 0 |
| 44      | DF   | Joe Dudgeon       | 0             | 0         | 0             | 0       | 0             | 0        | 0               | 0               | 0             | 0     | 0             | 0        | 0  | 0 |
| 45      | DF   | Oliver Gill       | 0             | 0         | 0             | 0       | 0             | 0        | 0               | 0               | 0             | 0     | 0             | 0        | 0  | 0 |
| 46      | MF   | Ryan Tunnicliffe  | 0             | 0         | 0             | 0       | 0             | 0        | 0               | 0               | 0             | 0     | 0             | 0        | 0  | 0 |
| 47      | MF   | Oliver Norwood    | 0             | 0         | 0             | 0       | 0             | 0        | 0               | 0               | 0             | 0     | 0             | 0        | 0  | 0 |
| 48      | FW   | Will Keane        | 0             | 0         | 0             | 0       | 0             | 0        | 0               | 0               | 0             | 0     | 0             | 0        | 0  | 0 |
| 49      | MF   | Ravel Morrison    | 0             | 0         | 0             | 0       | 0(1)          | 0        | 0               | 0               | 0             | 0     | 0(1)          | 0        | 0  | 0 |
| 50      | GK   | Sam Johnstone     | 0             | 0         | 0             | 0       | 0             | 0        | 0               | 0               | 0             | 0     | 0             | 0        | 0  | 0 |
| –       | –    | Öngólok           | –             | 3         | –             | 0       | –             | 0        | –               | 0               | –             | 0     | –             | 3        | –  | – |

2011. május 28-án frissítve

## Átigazolások

### Érkezők
| Dátum               | Poz. | Név               | Honnan               | Ár           |
| ------------------- | ---- | ----------------- | -------------------- | ------------ |
| 2010. július 1.     | DF   | Marnick Vermijl   | Standard de Liège    | nem publikus |
| 2010. július 1.     | DF   | Chris Smalling    | Fulham               | nem publikus |
| 2010. július 1.     | FW   | Javier Hernández  | Guadalajara          | nem publikus |
| 2010. augusztus 16. | FW   | Bébé              | Vitória de Guimarães | nem publikus |
| 2011. január 1.     | GK   | Anders Lindegaard | Aalesund             | nem publikus |

### Távozók
| Dátum               | Poz. | Név                 | Hová                | Ár           |
| ------------------- | ---- | ------------------- | ------------------- | ------------ |
| 2010. július 1.     | GK   | Tom Heaton          | Cardiff City        | ingyen       |
| 2010. július 1.     | MF   | Zoran Tošić         | CSZKA Moszkva       | nem publikus |
| 2010. július 1.     | GK   | Ron-Robert Zieler   | Hannover 96         | ingyen       |
| 2010. július 1.     | FW   | Febian Brandy       | lejárt a szerződése | ingyen       |
| 2010. július 1.     | MF   | Sam Hewson          | lejárt a szerződése | ingyen       |
| 2010. július 1.     | DF   | Scott Moffatt       | lejárt a szerződése | ingyen       |
| 2010. július 16.    | DF   | David Gray          | Preston North End   | ingyen       |
| 2010. augusztus 11. | DF   | Craig Cathcart      | Blackpool           | nem publikus |
| 2010. augusztus 20. | MF   | Rodrigo Possebon    | Santos              | nem publikus |
| 2011. január 7.     | DF   | James Chester       | Hull City           | nem publikus |
| 2011. január 12.    | MF   | Magnus Wolff Eikrem | Molde               | nem publikus |
| 2011. január 31.    | MF   | Cameron Stewart     | Hull City           | nem publikus |
| 2011. február 2.    | DF   | Gary Neville        | visszavonult        | visszavonult |
| 2011. május 8.      | MF   | Corry Evans         | Hull City           | £500k        |
| 2011. május 11.     | DF   | Joe Dudgeon         | Hull City           | nem publikus |